# モバイル作戦
モバイル作戦（モバイルさくせん、英語：Operation MOBILE）は、リビア飛行禁止空域設定を実行するため、カナダ軍が行った軍事作戦に付された名称である。なお同戦闘におけるアメリカ合衆国の作戦名はオデッセイの夜明け作戦、イギリスはエラミー作戦、フランスはアルマッタン作戦である。
飛行禁止空域は2011年リビア内戦の最中にムアンマル・アル＝カッザーフィー率いる政府軍が反カダフィ勢力に対する空爆を防ぐ目的で提案され、2011年3月17日に国際連合安全保障理事会において国際連合安全保障理事会決議1973が採択された。
2011年3月19日、パリにおいてEU加盟国、アメリカ合衆国などの代表者によるリビア情勢に関する緊急首脳会議が開催され、直ちに軍事行動に移る準備が始まった。

## カナダ統合軍

### カナダ統合軍海上軍（カナダ海軍）
2011年3月1日、ハーパー首相はフリゲート艦シャーロットタウンをハリファックスから3月2日に出航させカナダ軍の一部として既に進行中のリビアにおける国際部隊へ派遣すると発表した。シャーロットタウンはハリファックス海軍基地 (en) から出航し、3月14日に北大西洋条約機構の第1常設NATO海洋グループに合流し、3月17日に基地に到着した。ハリファックス級フリゲート艦のシャーロットタウンは約240名の士官及び水兵が乗り組み、合わせてCH-124 シーキングヘリコプター1機と航空分遣隊がクレイグ・スケルペン大佐の指揮下に編成された。
第1常設NATO海洋グループの他の艦艇とともにシャーロットタウンは同グループの任務区域である中部地中海で作戦行動に入った。

### カナダ統合軍航空軍（カナダ空軍）
航空任務部隊「リベッキオ」は国際連合安全保障理事会で採択された理事会決議 1973に基づき設定されたリビア飛行禁止空域を実行するために行動を開始した。この任務部隊の「リベッキオ」は地中海に吹く南西の強風を意味するイタリア語にちなむものである。
「リベッキオ」隊はCF-18ホーネット戦闘機 6機、CC-177グローブマスター 2機、CP-140オーロラ 2機及び約200名の人員で、バゴットビル空軍基地第3航空団第425戦術戦闘中隊の搭乗員と地上勤務員とカナダ国内の他の部隊で構成されている。
さらにオンタリオ州トレントンの第8航空団第437輸送中隊のCC-150ポラリス空中給油機 2機も含まれることとなった。
3月18日に「リベッキオ」隊は任務地に到着した。
CF-18 ホーネット及びCC-150 ポラリスの部隊はイタリアシチリア島トラーパニのトラーパニ・ビルジ空港 (en)を基地としている。
CP-140 オーロラは同じくイタリアシチリア島のシニョネッラ海軍航空基地 (en) を基地としている。

### 展開部隊
- カナダ統合軍航空軍（カナダ空軍）
  - CF-18 ホーネット マルチロール機 6機（予備機1機)、イタリアシチリア島トラーパニのトラーパニ・ビルジ空港 (en)から
  - CC-177 グローブマスター 長距離輸送機 2機
  - CC-130J ハーキュリーズ 戦術輸送機 2機
  - CC-150 ポラリス 空中給油機 2機
  - CP-140 オーロラ 対潜哨戒機 2機[15]

- カナダ統合軍海上軍（カナダ海軍）
  - シャーロットタウン (FFH-339)、（ハリファックス級フリゲート）（3月23日、NATOのユニファイド・プロテクター作戦に参加[16]）
    - CH-124 シーキング 1機 （カナダ空軍により運用される）

- カナダ統合軍特殊作戦軍
  - 統合タスクフォース2[17]

さらに、6機のCF-18がカナダ国内で直ちに展開できる準備をおこなっている。

## 作戦行動の概要
- 1日目: 2011年3月21日

3月21日に4機のCF-18ホーネット戦闘機と2機のCC-150ポラリス空中給油機はトラーパニ・ビルジ空港 (en) からリビアにおける最初の作戦行動は爆撃実行部隊とともにその護衛を行なうものだった。また、カナダ軍部隊は次の夜には爆撃に参加する予定となっていた。また、シャーロットタウンはリビア北方海域でカッザーフィー側に対する禁輸を実施するためにパトロールを開始した。
- 2日目: 2011年3月22日

3月22日に2機のCF-18が再び作戦任務に就いた。けれども、カッザーフィー側の飛行場を攻撃する計画は多くの民間人を巻き添えにする可能性が高く、戦闘に関する厳格な規則に反することとなるため放棄された。2日目の任務でCC-150空中給油機はカナダ軍機だけでなく、他の多国籍軍機にも給油を行なった。
- 3日目: 2011年3月23日

3日目に今回のリビアにおける軍事行動でカナダ軍機が初めて爆撃を行なった。
4機のCF-18がミスラタの弾薬庫に対し2機のCC-150ポラリス空中給油機の支援を受けながら、4発の227kg（500ポンド）のペイブウェイレーザー誘導爆弾を投下した。
別の情報では、シャーロットタウンの乗組員は艦隊勤務の訓練と撃墜されたパイロットの捜索、救助訓練を行なっているとジョン・ニュートン カナダ統合軍海上軍司令長官が発表した。
- 4日目: 2011年3月24日

2機のCF-18が2つのリビア上空のパトロール空域で航空阻止攻撃を行なった。CC-150ポラリス1機はカナダ軍機及び他の多国籍軍機に対する給油任務の一端を担った。カナダは国連のリビアに対する武器禁輸措置を支援する目的で、海上監視任務のため2機のCP-140オーロラを派遣すると、国防相ピーター・マッケイが発表した。カナダ軍はさらに80名の人員をグリーンウッド基地の第14航空団とコモックス基地の第19航空団から派遣した。
- 5日目: 2011年3月25日

2機のCF-18が出撃し、ミスラタ付近の電子戦のサイトに対し精密誘導爆弾を数発投下した。2機のCC-150がカナダ軍機及び他の多国籍軍機に対する給油任務の一端を担った。シャーロットタウンはリビア北方海域の地中海においてパトロールを続け、難民の乗る遭難船の調査を行なっている。
- 7日目: 2011年3月27日

日曜日に、ミスラタ南方92kmにある第二の弾薬庫が4機のCF-18によって破壊された。この作戦は20機の他の多国籍軍機と共同で行なわれたものであった。
- 8日目: 2011年3月28日

カナダから派遣された2機のCP-140 オーロラのうちの1機が最初の哨戒任務を行なった。
- 9日目: 2011年3月29日

火曜日、2機のCF-18が反カッザーフィ軍を支援する目的でミスラタ近郊の目標に対し攻撃を行なった。
- 13日目: 2011年3月31日

3月31日06:00(GMT)から、NATOは合衆国アフリカ軍からリビア空域での作戦指揮も移譲され、ユニファイド・プロテクター作戦に統合された。